# Campos de Lages
Campos de Lages is een van de 20 microregio's van de Braziliaanse deelstaat Santa Catarina. Zij ligt in de mesoregio Serrana en grenst aan de microregio's Curitibanos, Rio do Sul, Ituporanga, Tabuleiro, Tubarão, Criciúma, Vacaria (RS) en Sananduva (RS). De microregio heeft een oppervlakte van ca. 15.726 km². In 2007 werd het inwoneraantal geschat op 299.571.
Negentien gemeenten behoren tot deze microregio:
- Anita Garibaldi
- Bocaina do Sul
- Bom Jardim da Serra
- Bom Retiro
- Campo Belo do Sul
- Capão Alto
- Celso Ramos
- Cerro Negro
- Correia Pinto
- Frei Rogério
- Lages
- Otacílio Costa
- Painel
- Palmeira
- Rio Rufino
- São Joaquim
- São José do Cerrito
- Urubici
- Urupema

Mesoregio's: Grande Florianópolis · Norte Catarinense · Oeste Catarinense · Serrana · Sul Catarinense · Vale do Itajaí

Microregio's: Araranguá · Blumenau · Campos de Lages · Canoinhas · Chapecó · Concórdia · Criciúma · Curitibanos · Florianópolis · Itajaí · Ituporanga · Joaçaba · Joinville · Rio do Sul · São Bento do Sul · São Miguel do Oeste · Tabuleiro · Tijucas · Tubarão · Xanxerê